# Indie na Zimowych Igrzyskach Olimpijskich 1998
Indie na Zimowych Igrzyskach Olimpijskich 1998 reprezentował 1 zawodnik. Był to piąty start Indii na zimowych igrzyskach olimpijskich.

## Dyscypliny

### Saneczkarstwo

#### Mężczyźni
- Shiva Keshavan
  - jedynki - 28. miejsce